# Клан вампиров
«Клан вампиров» — кинофильм 2002 года, снятый режиссёром Джоном Уэббом. По утверждению сценариста Аарона Поупа, сюжет картины основан на реальных полицейских отчётах.

## Сюжет
Юстис, штат Флорида, 1996 год. Вернувшись поздно со свидания, Дженни Уэндорф обнаруживает своих родителей убитыми, а младшую сестру Хизер пропавшей. Расследование приводит полицию к выводам об особо жестоком характере преступления. А самих убийц очень скоро обнаруживают в городе Батон-Руж. Ими оказывается группа подростков, возглавляемая Родериком Фаррелом, которые считают себя вампирами. Среди задержанных оказывается и Хизер.
В полиции Родерик с удовольствием рассказывает о том, как он создал группу неформальной молодёжи, которая ориентирована на тёмные ценности. И вот однажды юноша с друзьями Скоттом, Черити и Дэйной приезжает в Юстис, чтобы встретиться с Хизер. Здесь план Родерика заключается в том, чтобы угнать машину Уэндорфов, а затем увезти девушку с собой. Однако по ходу планы подростков меняются — Род со своим приятелем Скоттом решают убить родителей девушки.

## В ролях
- Дрю Фуллер — Родерик Джастин «Род» Феррелл[англ.]
- Александра Брекенридж — Черити Линн Киси
- Тимоти Ли ДеПрайст — Ховард Скотт Андерсон
- Марина Блэк — Дэйна Линн Купер
- Келли Крюгер[англ.] — Хизер Энн Уэндорф
- Ричард Джиллилэнд[англ.] — сержант Бен Одом
- Ларри Дирк — шериф Майк Дейн
- Мими Крэйвен — Рут Уэндорф
- Дэвид Уэллс — Рик Уэндорф
- Стэйси Хог — Дженни УэндорФ
- Спенсер Редфорд[англ.] — Джанин Леклер
- Даг Коул — офицер Дьюэй
- Иветт Нипар[англ.] — доктор Хэйр
- Нэйт Душку — Тони
- Дженнифер Эдвардс[англ.] — Джоди Ремингтон